# 박상무
박상무(朴商戊, 1959년 4월 8일, 충청남도 서산시 ~ )은 대한민국의 정치인이다. 제4·5대 충청남도 서산시의원과 제9대 충청남도의원을 역임했다.

## 학력
- 경신중학교 졸업
- 숭문고등학교 졸업
- 단국대학교 사범대학 학사 졸업

### 비학위 수료
- 순천향대학교 대학원 사회복지학 석사 수료
- 한서대학교 대학원 행정학 박사과정 수료

## 경력
- 대전지방검찰청서산지청 청소년 선도위원
- 대우자동차 지점장
- 음암초등학교 운영위원회 위원장
- 한국장애인탁구동호회 명예회장
- 이웃사랑운동본부 충남지회 지회장
- 서산시민포럼 공동대표
- 한국사회복지사협회 자문위원
- 서산시 사회복지사협회 회장
- 서산교육청 행정자문위원
- 충청남도 사회복지사협회 부회장
- 충청남도 아동복지협의회 자문위원
- 전국사회복지행정연구회 고문
- 순천향대학교 대우교수
- 2002.07 ~ 2006.06 제4대 충청남도 서산시의회 의원
- 2002.07 ~ 2004.07 제4대 충청남도 서산시의회 전반기 총무위원회 위원
- 2002.07 ~ 2004.07 제4대 충청남도 서산시의회 전반기 의회운영위원회 위원
- 2002.07 ~ 2004.07 제4대 충청남도 서산시의회 전반기 예산결산특별위원회 위원
- 2003.08 ~ 2004.02 제4대 충청남도 서산시의회 동부시장 민원조사를 위한 특별위원회 위원
- 2004.07 ~ 2006.06 제4대 충청남도 서산시의회 후반기 총무위원회 위원
- 2004.07 ~ 2006.06 제4대 충청남도 서산시의회 후반기 산업건설위원회 위원장
- 2004.07 ~ 2006.06 제4대 충청남도 서산시의회 후반기 예산결산특별위원회 위원
- 2006.07 ~ 2010.03 제5대 충청남도 서산시의회 의원
- 2006.07 ~ 2008.07 제5대 충청남도 서산시의회 전반기 산업건설위원회 위원
- 2008.07 ~ 2010.03 제5대 충청남도 서산시의회 후반기 총무위원회 위원
- 2008.07 ~ 2010.03 제5대 충청남도 서산시의회 후반기 의회운영위원회 위원
- 2008.07 ~ 2010.03 제5대 충청남도 서산시의회 후반기 예산결산특별위원회 위원
- 2010.07 ~ 2011.09 제9대 충청남도의회 의원
- 2010.07 ~ 2011.09 제9대 충청남도의회 전반기 문화복지위원회 부위원장
- 2010.07 ~ 2011.09 제9대 충청남도의회 전반기 의회운영위원회 위원

## 역대 선거 결과
|  | 0% |

|  | 17.15% |

|  | 16.2% |

|  | 46.22% |

|  | 27.50% |

|  | 9.64% |